# Richard Bamler

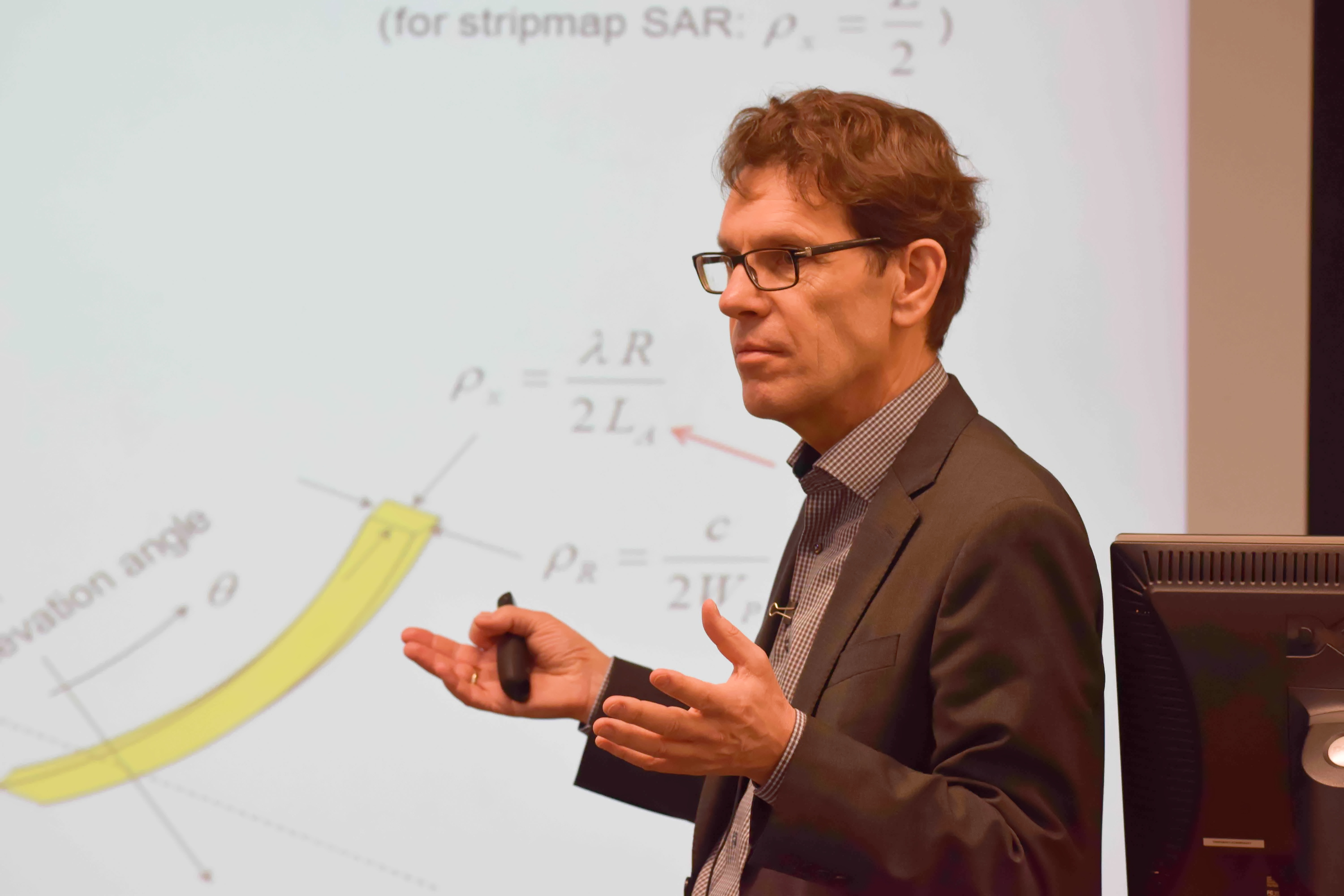
Richard Bamler (2017)

Richard Hans Georg Bamler (* 1955) ist ein deutscher Nachrichtentechniker, ehemaliger Direktor des Instituts für Methodik der Fernerkundung am Deutschen Zentrum für Luft- und Raumfahrt e.V. (DLR) und emeritierter Universitätsprofessor für Methodik der Fernerkundung an der Technischen Universität München.

## Leben
Richard Bamler studierte bis 1980 an der TU München Nachrichtentechnik (Dipl.-Ing.) und promovierte dort 1986 zum Doktoringenieur mit Arbeiten zu kohärent-optischer Signalverarbeitung. Im Jahr 1988 folgte die Habilitation im Fachgebiet „Signal- und Systemtheorie“ zum Dr.-Ing. habil. an seiner Alma Mater und im darauffolgenden Jahr begann er seine Arbeit als wissenschaftlicher Mitarbeiter in der Entwicklung von SAR-Signalverarbeitungsalgorithmen am Deutschen Fernerkundungsdatenzentrum (DFD) des Deutschen Zentrums für Luft- und Raumfahrt (DLR). 1992 übernahm Bamler die Leitung der Gruppe „Signalverarbeitungsalgorithmen“, bis er 1996 zum Abteilungsleiter „Algorithmen und Verfahren“ aufstieg. Zwischenzeitlich war er 1994 drei Monate lang Gastwissenschaftler am Jet Propulsion Laboratory in Pasadena (Kalifornien) und lehrte im Jahr 1996 als Gastprofessor an der Universität Innsbruck. Am DLR wurde Richard Bamler 2000 Direktor des Instituts für Methodik der Fernerkundung. In dieser Position war er gemeinsam mit dem Direktor des DFD Leiter des Earth Observation Center. Von 2003 bis 2022 hatte er diese Positionen gemeinsam mit dem Lehrstuhl für Methodik der Fernerkundung an der TU München inne. Nach seiner Emeritierung wurde Bamler 2022 zum Emeritus of Excellence der TU München ernannt.
Bamlers Forschungsinteresse gilt Algorithmen und Schätzverfahren zur optimalen Gewinnung von Geoinformation aus Fernerkundungsdaten. Bamler, sein Institut und sein Lehrstuhl haben sich mit Synthetic Aperture Radar (SAR) und optischer Fernerkundung, Bildanalyse und Bildverstehen, maschinellem Lernen, Stereorekonstruktion, Computer Vision, Gewässerfernerkundung, hyperspektraler Bildanalyse, passiver und aktiver atmosphärischen Sondierungen und Laborspektrometrie beschäftigt. Sie waren und sind verantwortlich für die Entwicklung der operativen Verarbeitungssysteme für weltraumgestützte Missionen wie SIR-C/X-SAR, SRTM, TerraSAR-X, TanDEM-X, PAZ, ERS-2/GOME, Envisat/SCIAMACHY, MetOp/GOME-2, Sentinel-5P, Sentinel-4, DESIS, EnMAP, MERLIN etc.

## Auszeichnungen
- Mehrere Best-Paper-Awards
- 2011: IEEE Geoscience and Remote Sensing Society Education Award
- 2005: IEEE Fellow

## Schriften
- Richard Bamler bei Google Scholar
- Richard Bamler bei Scopus